# Аперибе
Аперибе (порт. Aperibé) — муниципалитет в Бразилии, входит в штат Рио-де-Жанейро. Составная часть мезорегиона Северо-запад штата Рио-де-Жанейро. Входит в экономико-статистический микрорегион Санту-Антониу-ди-Падуа. Население составляет 9279 человек на 2006 год. Занимает площадь 88,780 км². Плотность населения — 104,5 чел./км².

## История
Город основан 11 апреля 1992 года.

## Статистика
- Валовой внутренний продукт на 2003 год составляет 44 333 290,00 реалов (данные: Бразильский институт географии и статистики).
- Валовой внутренний продукт на душу населения на 2003 год составляет 5095,20 реалов (данные: Бразильский институт географии и статистики).
- Индекс развития человеческого потенциала на 2000 год составляет 0,756 (данные: Программа развития ООН).

## География
Климат местности: тропический. В соответствии с классификацией Кёппена, климат относится к категории Aw.